# Chaudeau

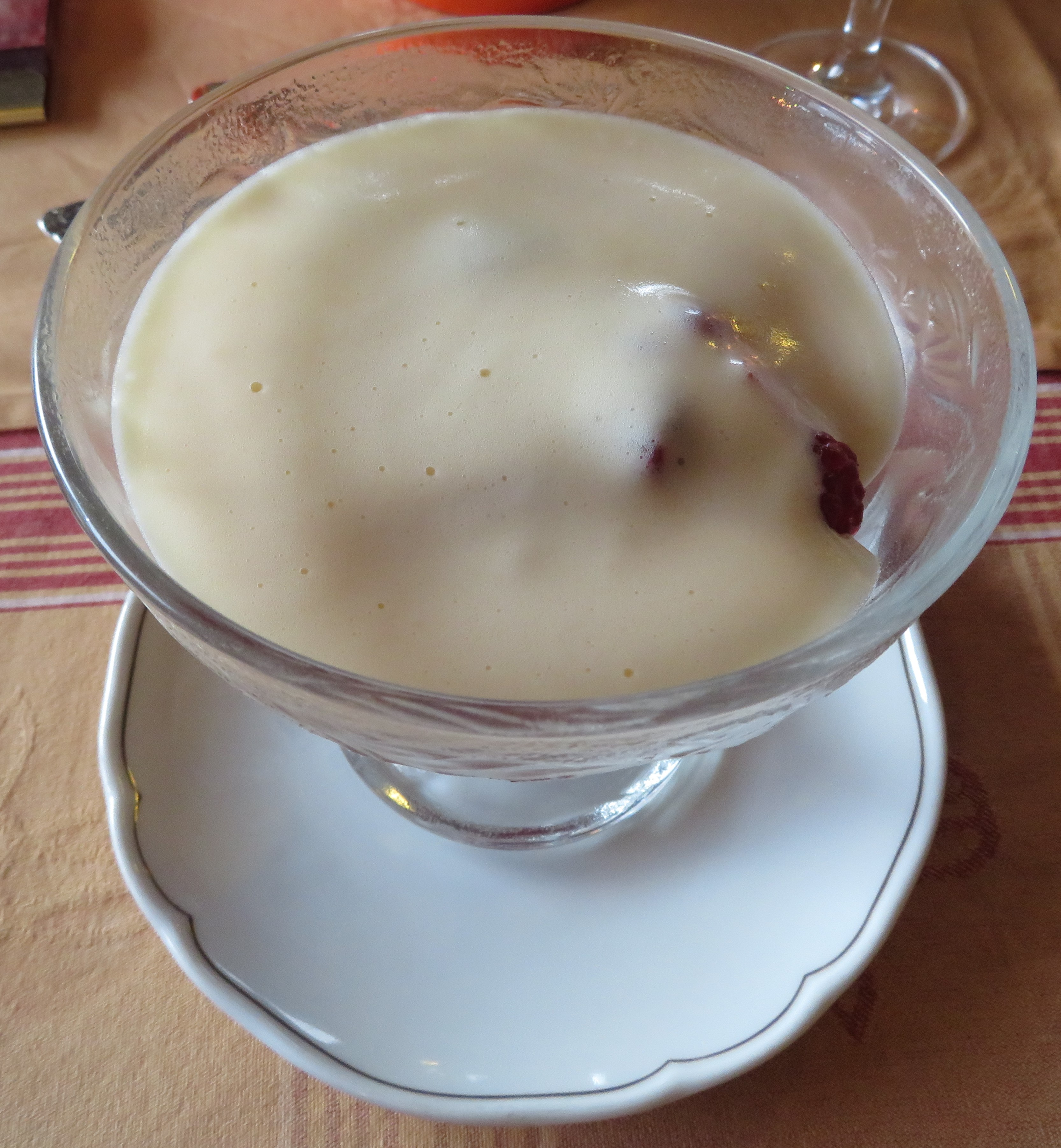
Beeren mit Weinschaumcreme

Das Chaudeau oder Chaudau, von chaude eau (französisch für „warmes Wasser“), im deutschen Sprachgebiet auch bekannt als Weinschaumsauce, Weinschaumcreme oder auch Weinschaumbeiguss, ist ein süßer Weinschaum, der original nur aus Eigelb, Zucker und Weißwein besteht und im Wasserbad bzw. einer Bain-Marie zubereitet wird. Serviert wird das Chaudeau in Gläsern als selbstständiges Dessert oder als Sauce zu anderen Süßspeisen, z. B. süßen Puddings.
Noch bevor die Zabaglione aus Italien ihren Siegeszug als Dessertschaum angetreten hatte, so wird behauptet, soll Chaudeau in Frankreich bereits eine traditionelle Hochzeitsspeise gewesen sein, welche die Braut ihrem Bräutigam zur Hochzeit zubereiten sollte. Diese gelegentliche Behauptung wird nicht gestützt, da mit „Chaudeau“ in Frankreich eine Speise aus Milch, Zucker, Eiern und Vanille mit einem Hauch Muskat (ursprünglich aus Guadeloupe stammend) bezeichnet wird.
Die Wahl des richtigen Weines ist bei der Zubereitung wesentlich; besonders fein ist ein Chaudeau aus Sekt oder Champagner. Zur Abrundung kann auch ein Schuss Cognac oder Sherry hinzugefügt und das Dessert bei einer eigenständigen Servierung als Creme mit einer Schlagsahnehaube versehen werden. Wahlweise kann das Chaudeau auch mit Rot- oder Roséwein zubereitet werden.
In weniger feinen Varianten werden entweder ganze Eier, ggf. Eigelb und Eiweiß getrennt, zugesetzt oder auch kein Wasserbad verwendet und das Chaudeau nach Zusatz einer kleinen Menge Speisestärke einmal aufgekocht. Je nach Geschmack wird ggf. auch Zitronensaft beigegeben. Auch Apfelwein anstelle des Weißweins wird in regionalen Varianten eingesetzt.
Sowohl die Erwärmung als auch die Zugabe einer wasserhaltigen Flüssigkeit sind notwendig, damit ein stabiler Schaum entsteht.